# Horst Felber
Horst Felber (* 23. Oktober 1929 in Chemnitz; † 29. Mai 2008) war ein Generalmajor des Ministeriums für Staatssicherheit (MfS) der Deutschen Demokratischen Republik (DDR). Er war von 1979 bis 1989 1. Sekretär der SED-Kreisleitung im MfS und von 1981 bis 1989 Mitglied des Zentralkomitees (ZK) der Sozialistischen Einheitspartei Deutschlands (SED).

## Leben
Felber, Sohn einer Verkäuferin und eines Lackierers, besuchte die Volksschule in Chemnitz und trat 1943 im Alter von 14 Jahren in die Hitlerjugend (HJ) ein und war dort bis zum Ende des Zweiten Weltkriegs Kameradschaftsführer. 1944/45 war er Schüler am Lehrerseminar in Zschopau. Nach Kriegsende war er zunächst als Landarbeiter in Niederrödern tätig, besuchte dann aber bis 1948 die Oberschule und bestand das Abitur.
1948 trat Felber in die Freie Deutsche Jugend (FDJ) ein und wurde Grundschullehrer in Moritzburg. 1951 wurde er als FDJ-Sekretär an der Fachschule für Textilindustrie in Chemnitz hauptamtlicher Funktionär. 1952 wurde er in die FDJ-Kreisleitung gewählt.
Noch 1952 wurde Felber vom MfS Chemnitz in der Abteilung VIII, zuständig für Ermittlung und Observationen, eingestellt. Noch im selben Jahr wurde er in die Hauptabteilung Personenschutz in der MfS-Zentrale in Ost-Berlin versetzt. 1953 nahm Felber an einem Halbjahres-Qualifizierungslehrgang an der Hochschule des Ministeriums für Staatssicherheit in Potsdam-Eiche teil. Im April 1954 wurde er stellvertretender Abteilungsleiter an der MfS-Hochschule und trat in die SED ein. 1955/56 besuchte er die Hochschule des sowjetischen Geheimdienstes KGB in Moskau und wurde dann Referatsleiter in der Hauptabteilung Kader und Schulung sowie Arbeitsgruppenleiter an der MfS-Hochschule. 1960 wurde er dort Leiter der Abteilung Fernstudium. Von 1960 bis 1964 absolvierte er ein externes Studium der Pädagogik, Psychologie und Geschichte an der Parteihochschule „Karl Marx“ der SED in Potsdam und war dort zeitweise Lehrer für Geschichte.
1964 wurde Felber stellvertretender Abteilungsleiter, 1969 Abteilungsleiter in der Hauptabteilung II, zuständig für Spionageabwehr, und war dort ab 1968 zusätzlich Parteisekretär. 1970 wurde er 2. Sekretär der SED-Kreisleitung des MfS und als Jurist promoviert. 1973 wurde er zum Oberst befördert. 1979 wurde Felber, als Nachfolger von Gerhard Heidenreich, 1. Sekretär der SED-Kreisleitung im MfS und zum Generalmajor ernannt. 1981 wurde er Mitglied des Zentralkomitees (ZK) der SED.
Am 14. November 1989 distanzierte sich das Sekretariat der Kreisleitung mit Felber an der Spitze in einem offiziellen Schreiben von den Ausführungen des langjährigen Ministers für Staatssicherheit, Erich Mielke, in dessen Rede vor der Volkskammer vom 13. November 1989. Vier Tage später legte Felber seine Parteiämter nieder, wurde noch 1989 vom aktiven Dienst freigestellt und 1990 entlassen.

## Ehrungen
- 1977: Kampforden „Für Verdienste um Volk und Vaterland“ (DDR)
- 1979: Orden Roter Stern (Sowjetunion)
- 1984: Orden Banner der Arbeit (DDR)
- 1988: Vaterländischer Verdienstorden (DDR)